# Weinstadel

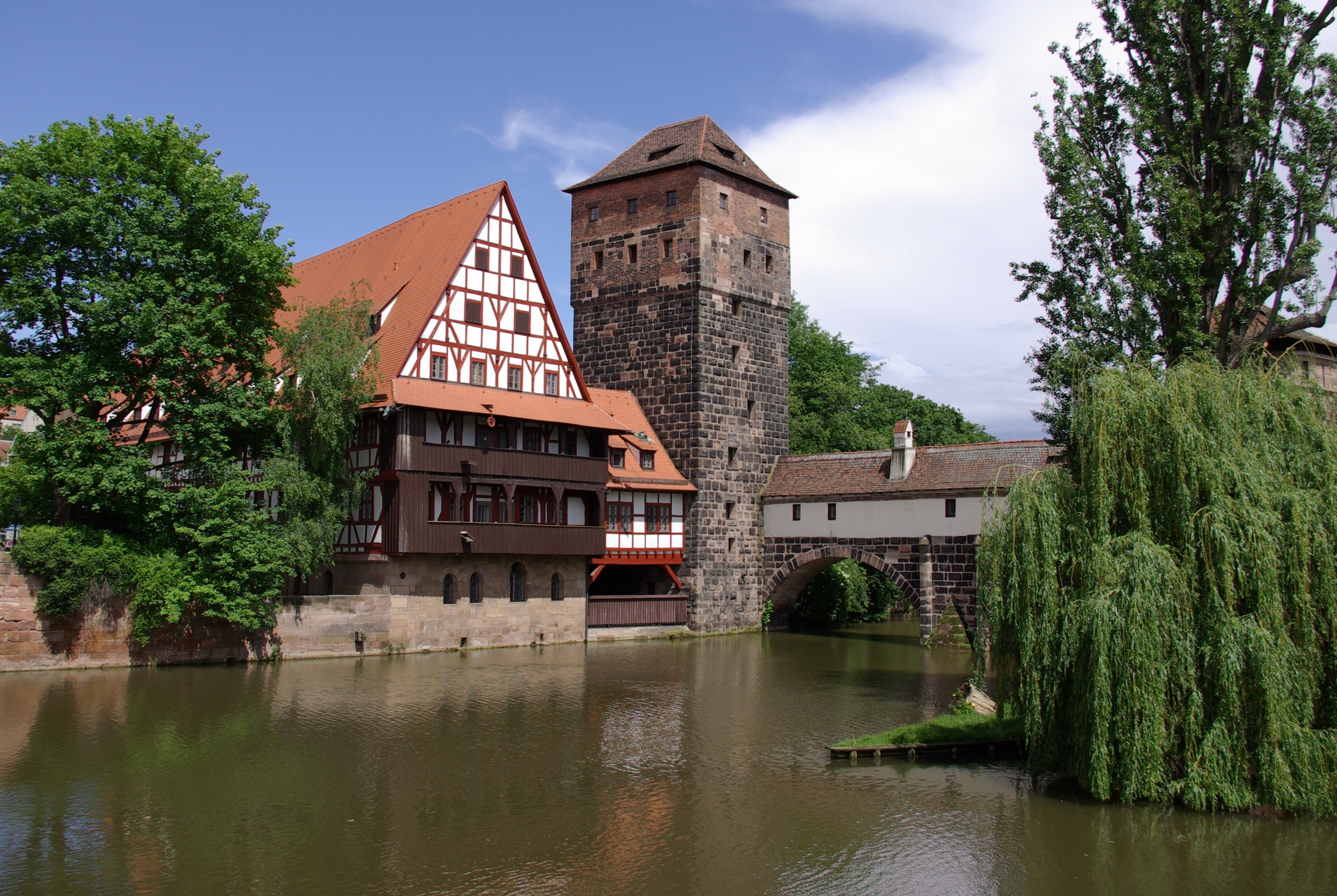
Enoteca e torre dell'acqua da sud, 2010 ...

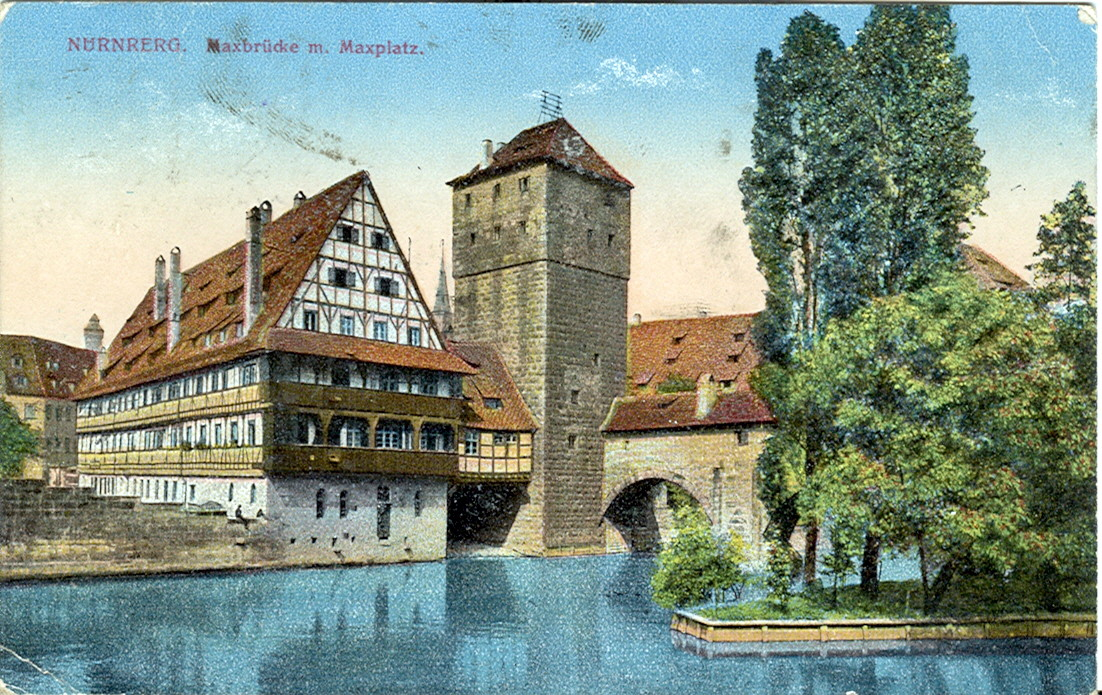
... e intorno al 1918

Il Weinstadel è un edificio medievale e imperiale di Norimberga. È uno dei monumenti architettonici più famosi nella parte settentrionale del centro storico di Norimberga ed è una fermata sul miglio storico della città. Il nome Weinstadel deriva dalla sua funzione di ex negozio di vini della città imperiale, che fu istituito intorno al 1571 al piano terra dell'edificio principale.

## Posizione
Il Weinstadel si trova nel centro storico di Sebald sulla Maxplatz, a nord del fiume Pegnitz sulla Maxbrücke, di fronte all'isola del mercato delle pulci.

## Storia
Il Weinstadel fu costruito fuori dalla penultima fortificazione della città, nel 1446-1448, ed era usato, per tre giorni durante la Settimana santa, per ospitare e nutrire i lebbrosi. La costruzione risale alle elemosine speciali donate nel 1394. Dal momento che veniva utilizzato solo durante la Settimana santa, le donne del monastero di Pillenreuth vi trovarono rifugio in tempo di guerra (ad esempio durante le guerre dei Margravi). 
Nel 1575, l'edificio poté essere utilizzato in modo più intenso: nel tempo vi vennero ospitati artigiani, famiglie povere, una casa di filatura per donne e un alloggio in ospedale. L'ospedale fu trasferito nel 1627. 
Durante il bombardamento del 3 ottobre del 1944, l'edificio venne danneggiato da pesanti bombe esplosive. 
Nel 1950, il Weinstadel, insieme alla torre d'acqua ad esso collegata, fu trasformato in un dormitorio per studenti dell'Unione studentesca di Norimberga con un totale di 74 posti.

## L'edificio
Con 48 metri di lunghezza, il Weinstadel è il più grande edificio a graticcio in Germania. Sopra il piano terra, in arenaria, ci sono due piani superiori a graticcio. Il tetto a due piani e a due falde è posto sopra di esso. Nella parte anteriore del Pegnitz, l'edificio è dotato di gallerie in legno con doccioni metallici. 
Sul tetto, sul lato est, c'è una suggestiva baia del 1448. Ha una finestra ad arco appuntito ed è anche dotata di un tetto a due falde. È considerata la baia sul tetto più antica di Norimberga. Al primo piano del lato est, la casa è strutturalmente collegata, sotto forma di una struttura a forma di ponte a graticcio e con un tetto a due falde, a una vecchia torre di cinta muraria (la torre dell'acqua), che a sua volta è costruita su un ponte sul Pegnitz con l'isola del mercato delle pulci. 
Mentre la struttura del tetto corrisponde in gran parte alle condizioni al momento della costruzione, l'interno del Weinstadels è stato modernizzato.